# Adam Keel
Adam Dario Keel (* 16. November 1924 in Lugano; † 21. Mai 2018 in Rebstein, Schweiz; heimatberechtigt ebendort) war ein figürlicher Maler, Papierschnitt- und Objektkünstler.

## Biographie
Adam Keel war das zweitjüngste von elf Kindern des expressionistischen Malers und Holzschneiders Carl Eugen Keel und von Emma Keel-Schär. Die Eltern führten ein kunsthandwerkliches Geschäft in Gandria. Da dieses die Existenz der grossen Familie nicht sichern konnte, wechselte die Familie häufig den Wohnort. Adam musste nach der Volksschule seinen Lebensunterhalt in einer Fabrik verdienen. 1961 heiratete er die Textilkünstlerin und -pädagogin Ria Keel-Traber, mit der er zwei Söhne hatte. Er lebte in Rebstein im St. Galler Rheintal.
Adam Keel wollte schon als Kind Künstler werden, doch fehlte das Geld für eine entsprechende Ausbildung. Als Autodidakt wird der Outsider Art zugerechnet. Keel favorisierte in den 1950er und 1960er Jahren Pastell- und Temperatechniken, in den 1970ern die moderne, realistische Bleistiftzeichnung und entwickelte in den 1980er und 1990er Jahren einen avantgardistischen Zugang zum Scherenschnitt, der in der Fachwelt grosse Beachtung fand. Die grafische Entschiedenheit des Papierschnitts übertrug Adam Keel seit den 1990er Jahren auf Zeichnungen. Adam Keel hat neben zweidimensionalen Arbeiten auch Objekte aus Holz und Metall gestaltet.

## Ausstellungen

### Einzelausstellungen
- 1958 erste Ausstellung in der St. Galler Galerie Gotthard
- 1995 Ausstellung im Kulturzentrum Ziegelhütte in Appenzell
- 1999 Ausstellung in der Galerie «Raum für Kunst», Altstätten
- 2000 Ausstellung in der Galerie «Raum für Kunst», Altstätten
- 2001 Galerie «Das Geschäft», Wien (betrieben von der Galeristin und Künstlerin Hil de Gard)
- 2002 Ausstellung im Museum im Lagerhaus, St. Gallen.[4] Werke von Keel befinden sich auch in der ständigen Kollektion des Museums.[5]
- 2005 Ausstellung in der Galerie Kunsthäuschen in Herrliberg[6]
- 2005 Galerie «Das Geschäft», Wien
- 2006 2x40 Jahre Adam Keel in Rebstein
- 2006 Schnee, Schnee, Schneebilder in der Galerie Kunsthäuschen in Herrliberg
- 2006 Ausstellung für Pro Cultura Rebstein in der Züco-Halle in Rebstein
- 2014 Kunst am Bau bei St. Peter und Paul, St. Gallen-Rotmonten[7]
- 2015 Galerie «Art dOséra», Diepoldsau[8]

### Teilnahme an Gruppenausstellungen
- 1998 Scherenschnitt-Ausstellung vom Baum zum Lebensbaum im Freilichtmuseum Ballenberg
- 2001 Kunstmesse art bodensee in Dornbirn[9]
- 2002 5. Schweizerische Scherenschnitt-Ausstellung im Musée Gruérien, Bulle[10]
- 2006 Papierschnitte: Von der Tradition zur Moderne im Schweizerischen Landesmuseum auf Schloss Prangins[11]
- 2008 Kunstmesse Europ'Art in Genf
- 2008 Gruppenausstellung Gratwanderer: OutsiderArt im Museum Lagerhaus in St. Gallen[12]
- 2009 Gruppenausstellung «Drei Männer» im Kunsthäuschen, Herrliberg[13]
- 2009 «Scherenschnitte – Kontur pur» (7. Schweizerische Scherenschnittausstellung) im Museum Bellerive, Zürich[14]
- 2011 «6 in 1», Gruppenausstellung von Pro Cultura, Rebstein[15]
- 2011 «Scherenschnitte/Papierschnitte» in der Pinakothek im Alten Rathaus, Bad Ragaz[16]
- 2013–2015 «8. Schweizerische Scherenschnittausstellung» im Forum Schweizer Geschichte, Schwyz[17], im Musée national Suisse in Pragin[18] und im Schweizerischen Landesmuseum in Zürich[19]
- 2014 Ausstellung im Fujikawa Kirie Art Museum in Fujikawa, Yamanashi, Japan[20]
- 2014 Gruppenausstellung im Kunsthäuschen, Herrliberg[21]
- 2017 tierisch brut – Sammlung Rolf Röthlisberger[22] im Museum im Lagerhaus, St. Gallen

### Posthume Ausstellungen
- 2021 Jenseits aller Regeln – das Phänomen Aussenseiterkunst. Eine Ausstellung aus der Schenkung des Sammlers Rolf Röthlisberger.[23] im  Kunstmuseum Thurgau, Kartause Ittingen

## Auszeichnungen
- 1993 Kulturpreis der Arbeitsgemeinschaft Rheintal-Werdenberg
- 2005 Erneuter Kulturpreis der Arbeitsgemeinschaft Rheintal-Werdenberg